# XIe législature du royaume d'Italie
La XIe législature du royaume d'Italie (en italien : La XI Legislatura del Regno d'Italia) est la législature du royaume d'Italie qui a été ouverte le 5 décembre 1870 et qui s'est fermée le 20 septembre 1874. 

## Gouvernements
- Gouvernement Lanza
  - Du 14 décembre 1869 au 10 juillet 1873
  - Président du conseil des ministres : Giovanni Lanza (Droite historique)
- Gouvernement Minghetti II
  - Du 10 juillet 1873 au 25 mars 1876
  - Président du conseil des ministres : Marco Minghetti (Droite historique)

## Président de la chambre des députés
- Giuseppe Biancheri
  - Du 5 décembre 1870 au 20 septembre 1874

## Président du sénat
- Vincenzo Fardella di Torrearsa
  - Du 5 décembre 1870 au 20 septembre 1874